# Breazova, Hunedoara
Breazova este un sat în comuna Sarmizegetusa din județul Hunedoara, Transilvania, România.

## Imagini

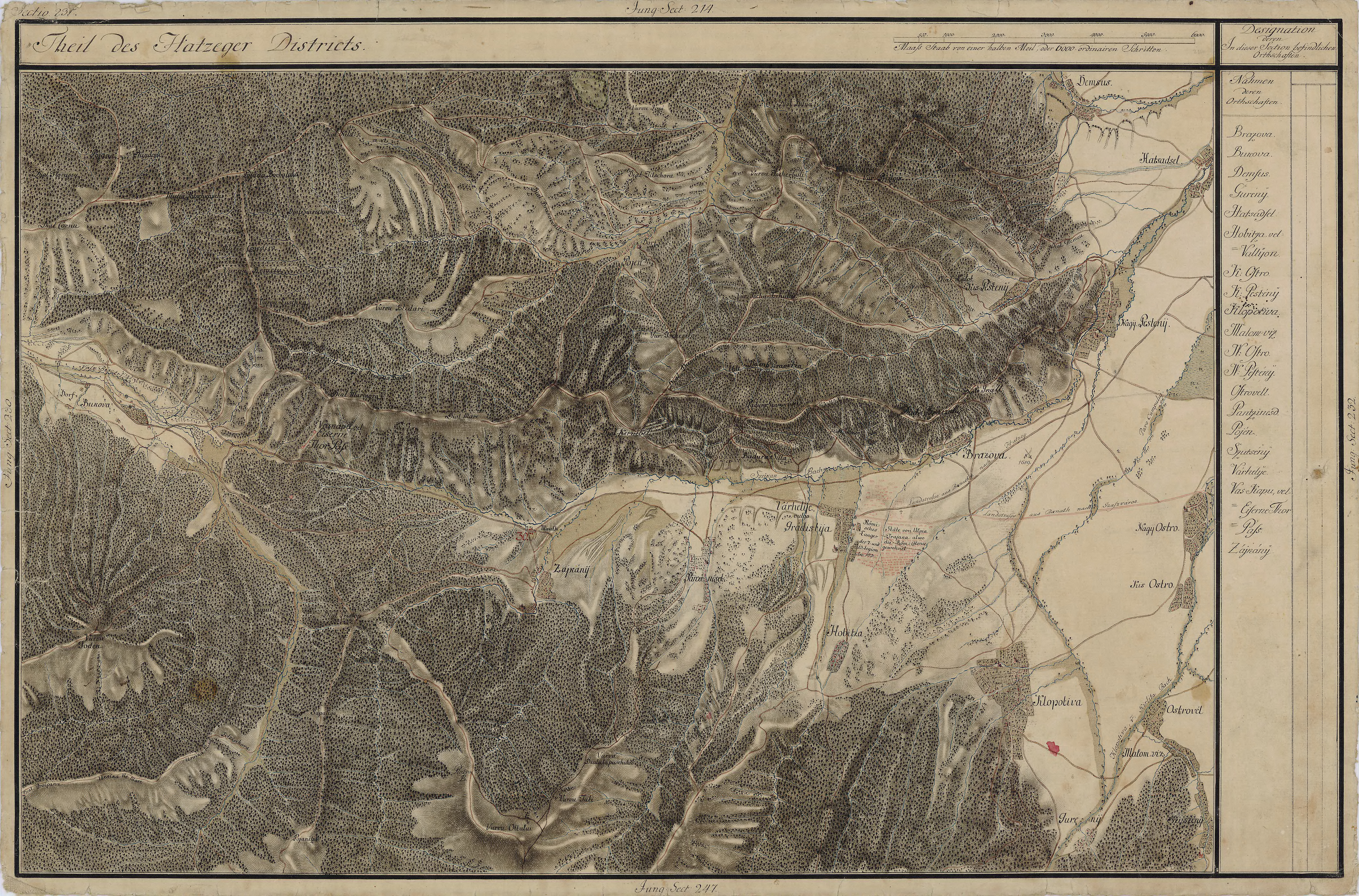
Breazova în Harta Iosefină a Transilvaniei, 1769-1773